# Kyphosus sectator
Kyphosus sectator és una espècie de peix pertanyent a la família dels kifòsids.

## Descripció
- Pot arribar a fer 76 cm de llargària màxima (normalment, en fa 50) i 6.010 g de pes.
- 11 espines i 11-12 radis tous a l'aleta dorsal i 3 espines i 11 radis tous a l'anal.
- És, en general, gris amb línies tènues grogues als flacs i una línia groga des de la boca fins al preopercle.[3][4][5][6]

## Alimentació
Menja plantes (principalment, algues bentòniques) i petits crancs i mol·luscs. A Fernando de Noronha (a l'Atlàntic sud-oriental), els excrements de dofí també formen part de la seua dieta.

## Hàbitat
És un peix marí, associat als esculls i de clima subtropical (42°N-33°S) que viu entre 1 i 30 m de fondària (normalment, entre 1 i 10).

## Distribució geogràfica
Es troba a l'Atlàntic occidental (des del Canadà fins a Massachusetts, Bermuda i el Brasil, incloent-hi el golf de Mèxic i el mar Carib) i l'Atlàntic oriental (des del sud del Marroc fins al golf de Guinea, Santa Helena i l'illa de l'Ascensió). És rar a la Mediterrània i Madeira.

## Ús comercial
Es comercialitza fresc.

## Observacions
És inofensiu per als humans.